# الیور هویساید
الیور هِوی‌ساید (به انگلیسی: Oliver Heaviside) مهندس برق ،ریاضی‌دان و فیزیک‌دان خودآموخته انگلیسی بود. وی اعداد مختلط را وارد مطالعه مدارهای الکتریکی کرد، روشی برای حل ساده معادلات دیفرانسیل ابداع کرد (که مدتی بعد مشخص گردید که با تبدیل لاپلاس هم ارز است)، معادلات ماکسول را بر حسب نیرو‌های الکتریکی و مغناطیسی و شار مغناطیسی فرمول بندی کرد و نیز نمادگذاری حساب برداری را به شکلی نو درآورد.
هِوی‌ساید این ایده را مطرح کرد که فضای بالای زمین دارای یک لایه یونیزه شناخته شده به نام یونوسفر است؛ در این راستا، او پیش‌بینی کرد؛ آنچه که امروز لایه کنلی-هوی‌ساید نامیده می‌شود. در سال ۱۹۴۷ ادوارد ویکتور اپلتون جایزه نوبل فیزیک را برای اثبات وجود واقعی این لایه، دریافت کرد.